# Tobías Carrero Nácar
Tobías Carrero Nacar (Obispos, estado Barinas, Venezuela; 18 de mayo de 1952) es un empresario venezolano, presidente y propietario de la Multinacional de Seguros y el circuito Radio Venezuela y además del equipo de béisbol Bravos de Margarita y accionista de los Miami Marlins.

## Bravos de Margarita
Es presidente de los Bravos de Margarita desde la compra del Pastora de los Llanos, previo a la temporada 2006-2007.

## Miami Marlins
Tobías Carrero Nácar junto a sus hijos Tobías Enrique, Luis y Rafael Carrero Valentiner son oficialmente copropietarios de los Marlins de Miami. Siendo parte del grupo que controla esta divisa de Grandes Ligas, con el inversionista Bruce Sherman y el astro Derek Jeter a la cabeza.